# فرانك نوفاك (لاعب كرة قدم أمريكية)
فرانك نوفاك (بالإنجليزية: Frank Novak)‏ هو لاعب كرة قدم أمريكية أمريكي، ولد في 1940 في ليومنستر في الولايات المتحدة.